# Inlandsis

Mapa de Groenlàndia que indica el gruix, en metres, del seu inlandsis

Un inlandsis(terme normalitzat adaptat del danès indlandsis, que literalment significa 'gel interior') és una massa de glaç d'una glacera que cobreix un territori més gran de 50.000 km² (els menors d'aquesta extensió s'acostuma a anomenar-los capa de glaç). També se'n diu glacera continental i en anglès ice sheet. Actualment només hi ha inlandsis a Groenlàndia i l'Antàrtida però durant la darrera glaciació el inlandsis Laurentidià va arribar a cobrir la major part del Canadà i d'Amèrica del Nord. La glaciació de Wisconsin va fer que l'inlandsis cobrís el nord d'Europa. La glacera continental de la Patagònia va cobrir de gel el sud d'Amèrica del Sud.
Malgrat que la superfície de l'inlandsis és freda, la base és generalment més càlida motivada per la calor geotèrmica. En alguns llocs es fon part del gel i lubrica la glacera continental i així flueix més ràpid. Aquest procés dona lloc a canals que flueixen més ràpid que són corrents de gel.
Els actuals inlandsis són recents en un context geològic. El de l'Antàrtida és possible que es comencés a formar en el període Oligocè però amb avançades i retrocessos fins al Pliocè. El de Groenlàndia no es va fer fins al Pliocè tardà.

## Efectes previstos en cas d'escalfament global
Els inlandsis de Groenlàndia i probablement també el de l'Antàrtida han anat perdent massa de gel recentment, ja que la fusió de gel supera l'acumulació de neu. Segons els científics (IPCC) la pèrdua de gel d'aquestes dues grans masses ha contribuït respectivament amb un increment del nivell del mar de 0,21 ± 0,35 i 0.21 ± 0,07 mm/any entre 1993 i 2003.
Si continua l'escalfament es preveu que continuaria la fusió de gel malgrat el previst increment de la precipitació de neu a la zona.